# Süsü, a sárkány (televíziós sorozat)
A Süsü, a sárkány 1977-től 1984-ig futott magyar televíziós bábfilmsorozat, amely a Magyar Televízióban készült 1976-tól 1984-ig. A tévéfilmsorozat kesztyűs bábtechnikával készült, nemzetközileg is sikert aratott bábmusical, 1977 karácsonyán került első ízben képernyőre, majd az 1980-as évek első felében még 8 epizód készült. Műfaja fantasy filmsorozat és filmmusical-sorozat.

## A sorozat születése
Süsü történetét Miroslav Nastosijevic szerb szerző (fordította: Fehér Ferenc) rádiójátékából ismerte meg a dramaturg, Takács Vera, és első hallásra beleszeretett. Sikerült a Magyar Televízió gyermekműsorok készítésével megbízott főszerkesztőségén elérni, hogy bevegyék a tervekbe, hogy Süsü történetéből zenés bábjáték készüljön. Csukás István kapta meg a feladatot, hogy megírja a forgatókönyvet. A munkába bekapcsolódott a rendező Szabó Attila és a bábtervező Lévai Sándor is.
A Dramaturgiai Tanács 1974. november 22-én fogadta el Süsü, a sárkány történetének forgatókönyvét.
Süsü keselyűk után lett a sárkány neve Süsü.

## Rövid tartalom
Süsü, a sárkány meggyógyítja ellenségét, ezért háromfejű apja kitagadja, testvérei kigúnyolják. A szegény egyfejű sárkány emberföldre kerül, de itt sincs nyugalma, mert kinézete miatt mindenki fél és retteg tőle, menekülnek előle, támadásra készülnek. Szerencséjére találkozik a Jó Királyfival, akinek az a hivatása, hogy mindenkin segít. Némi csellel, csalafintasággal Süsüt is bejuttatja a királyi udvarba, hogy elnyerhesse a királylány kezét, de közben ő maga szeret bele a királylányba és Király lesz. Süsü sem jár pórul, mert az udvarban maradhat és ő lesz a birodalom Fő-fő és Udvari Mindenes Sárkánya. Felfűti a hideg palotát, követ fejt, vadkörtét gyűjt, lepkét kerget, kiállítják elrettentő látványosságként, megkettőzik, megküzd Torzonborz seregével is, mígnem megjelenik életében a gyönyörű és szépséges egyfejű Sárkánylány, és itt véget is ér Süsü kalandjainak sora a királyi udvarban. 

## Epizódok
| Sor. | Év. | Cím                            | Rendező      | Író           | Premier            |
| --- | --- | ------------------------------ | ------------ | ------------- | ------------------ |
| 1. | 1.  | Süsü, a sárkány                | Szabó Attila | Csukás István | 1977. december 24. |
| Süsü egyfejű, ráadásul nagyon jószívű sárkány, ezért száműzik. Az emberek menekülnek előle, míg nem találkozik a Kóbor Királyfival és összebarátkoznak. Ezután majd a Királyfi elveszi a Királylányt és Süsüből boldog udvari sárkány válik.         |     |                                |              |               |                    |
| 2. | 2.  | Sárkányellátó Vállalat         | Szabó Attila | Csukás István | 1981. december 25. |
| Süsü, a sárkány örömében, hogy befogadták az emberek, mindenki helyett dolgozni kezd. Jól is mennek a dolgok mindaddig, amíg a munka nélkül maradt Sárkányfűárus kezdeményezésére meg nem alakul a Sárkányellátó Vállalat.                           |     |                                |              |               |                    |
| 3. | 3.  | Süsü, a rettentő               | Szabó Attila | Csukás István | 1981. december 26. |
| Nincs pénz, és egyre rozogább a palota. Mit tegyenek? A kancellár fejéből kipattan a szikra: legyen Süsüből látványos idegenforgalmi mutatvány, csak tanuljon egy kicsit rettentő lenni.                                                             |     |                                |              |               |                    |
| 4. | 4.  | Vendég a háznál, öröm a háznál | Szabó Attila | Csukás István | 1981. december 24. |
| Süsüt befogadták az emberek: szorgalmas házisárkány vált belőle. Jó híre eljutott az országhatáron túlra is. Petrence, a szomszéd király meg is üzeni: szeretné látni Süsüt, kőtörés közben.                                                         |     |                                |              |               |                    |
| 5. | 5.  | Süsü, a pesztra                | Szabó Attila | Csukás István | 1981. december 27. |
| A birodalom szüreti mulatságra megy. Csak Süsü és a Kiskirályfi maradnak otthon. Ezt az alkalmat választja Torzonborz a harcias szomszéd király, hogy megtámadja az országot.                                                                        |     |                                |              |               |                    |
| 6. | 6.  | A mű-Süsü                      | Szabó Attila | Csukás István | 1982. december 26. |
| Torzonborz, a gonosz lelkű szomszéd király nem nyugszik bele a legutóbbi vereségébe, és új cselhez folyamodik. A tudományok várában mű-Süsüt készíttet. Szerencsére a szívjóság most is segít, hogy győzzön az igazság.                              |     |                                |              |               |                    |
| 7. | 7.  | A bűvös virág                  | Szabó Attila | Csukás István | 1982. december 25. |
| A Kiskirályfi születésnapjára készül az egész város, titokban. Mindenki a titokról beszél, csak Süsü nem tud semmiről, úgyhogy az utolsó pillanatban kell az ajándékról gondoskodnia. Végül is az ő bűvös virágja lesz a legszebb ajándék.           |     |                                |              |               |                    |
| 8. | 8.  | Süsü csapdába esik             | Szabó Attila | Csukás István | 1984. december 25. |
| Torzonborz katonáival megtámadja az országot, miután csapdát állít Süsünek, aki bele is esik. A Király kiszökik és megtalálja Süsüt és kiszabadítja. Ezután egyenként elkapják Torzonborz katonáit és felszabadítják a várat.                        |     |                                |              |               |                    |
| 9. | 9.  | Süsü és a Sárkánylány          | Szabó Attila | Csukás István | 1984. december 26. |
| Süsünek táviratozik az apja, hogy azonnal térjen haza, meg kell nősülnie. Az emberek viccelnek az egyfejű sárkánnyal, hogy lesz egy többfejű felesége, Megérkezik a bájos egyfejű Sárkánylány és Süsü mindjárt beleszeret és követi Sárkányországba. |     |                                |              |               |                    |

## A tv-sorozat készülése
A Süsü a sárkány c. 9 részes bábfilmsorozat. Hagyományos, kesztyűs báb technikával készült, ugyanakkor sikerült az alkotóknak ezt a műfajt megújítani.
A Szabó Attila rendező irányította stáb megújította a kesztyűs báb műfaját a televízióban. Eltértek a szokásos színpadszerű feldolgozástól Lévai Sándor tervezővel és Abonyi Antal operatőrrel közösen kialakított díszletformát, ahol a kamera akár körbefordulva is követheti a szereplőt, filmszerű beállításokat használtak, a finoman kidolgozott világítás a bábszemeket élővé tette. Az 1977–ben megrendezett Kőszegi Gyermekfilmek és Gyermekműsorok Szemléje szakmai vitájából idézet:
…egy szakmai megfigyelés: gondoljanak arra hogy emlékeznek-e a paravánizű beállításokra? Hatvan percig úgy nézzük, mintha nem is paravánnal játszanák, hanem valóságos környezetben. Ez pedig olyan lelemény a rendező, díszlettervező, operatőr részéről, ami nagyon ritkán fordul elő ilyen bábokkal eljátszani a dolgot paraván előtt, mintha csaknem rajzfilmet látna az ember. Ez egyszerűen formai rátalálás.
Az első Süsü a Filmgyár műtermeiben készült, a folytatások már a Magyar Televízió 5-ös stúdiójában belső gyártásában. Ez annak is köszönhető, hogy a díszletműhely részlegeként szakembereket felvonultató bábműhely jött létre, Zsengellér Miklós vezetésével.
A Süsü bábjait és makettjeit, kellékeit Kemény Henrik, Rieger Rudolf, Maly Róbert, Salgó Rózsa, Szabó Emőke, Pregardt Oszkár és Fekete Árpád készítette munkatársaik közreműködésével.[forrás?]

## Alkotók
- Eredeti ötlet: Miroslav Nastosijevic
- Írta: Csukás István
- Dramaturg: Takács Vera
- Rendezte: Szabó Attila
- Zenéjét szerezte: Bergendy István
- Zenei rendező: Victor Máté, Oroszlán Gábor
- Operatőr: Abonyi Antal
- Segédoperatőr: Sárközi András, Szirmai Béla
- Hangmérnök: Tóbel Béla
- Vágó: Balázsi Zsuzsa, Bessenyei Erzsi, Di Pol Jolanda
- Vágóasszisztens: Balázsi Zsuzsa, Révész Márta, Tátrai Eszter
- Báb- és díszlettervező: Lévai Sándor
- Grafikus: Gaál Éva, Katona Gyöngyi, Makki Mari, Sáfár Márta
- Bábkészítő: Salgó Rózsa, Szabó Emőke
- Bábmechanikus: Rieger Rudolf,  Kemény Henrik, Ifj. Palkó József
- Díszletépítő: Balázs László, Czövek János, Egenhoffer Tibor, Pugris Sándor
- Makett: Pregardt Oszkár, Maly Róbert
- Technikus Fekete Árpád
- Koordinátor: Fleiner Gábor
- Berendező: Fazekas Zoltán
- Kellék: Szabó Zsuzsa
- Fővilágosító: Békési Lajos, Tréfás Imre
- Színes technika: Szabó László
- Felvételvezető: Bánhalmi Anna, Nyuzó Béla, Oláh Lajos
- Pirotechnika: Varsányi Attila
- Naplóvezető: Dr. Nagy Györgyné
- Rendezőasszisztens: Cs. Farkas Mihály, Frankó Zsuzsa, Hegedűs Anikó, Östör Zsuzsa, Réti Kata
- Fényképezte: Kempfner Zsófia, Lippai Ágnes, Szilágyi Mariann, Zich Zsolt
- Gyártásvezető: Petrucz Miklós, Singer Dezső
- Lézertechnika: Multimédia Stúdió

- A bábok és díszletek az MTV díszletgyártó üzemének műhelyeiben készültek
- Készítette a Magyar Televízió

## Szereplők
| Szereplő                                           | Bábszínész                                            | Magyar hang                                                                                  |
| -------------------------------------------------- | ----------------------------------------------------- | -------------------------------------------------------------------------------------------- |
| Süsü                                               | Kemény Henrik Pehartz Imre                            | Bodrogi Gyula                                                                                |
| Kóbor királyfi / Király                            | Simándi József                                        | Sztankay István                                                                              |
| Bús királylány / Királyné                          | Németh Marietta                                       | Hűvösvölgyi Ildikó                                                                           |
| Kiskirályfi                                        | Meixler Ildikó                                        | Meixler Ildikó                                                                               |
| Öreg király                                        | Kemény Henrik                                         | Csákányi László                                                                              |
| Kancellár                                          | Csepeli Péter (1. részben) Varanyi Lajos (8 részben)  | Kaló Flórián                                                                                 |
| Dadus                                              | Balogh Klári                                          | Horváth Teri (1. részben) Tábori Nóra (8 részben)                                            |
| Írnok                                              | Koffler Gizi                                          | Haumann Péter (2. résztől, 4. részig) Mikó István (6. résztől, 9. részig)                    |
| Sárkányfűárus                                      | Csepeli Péter                                         | Miklósy György                                                                               |
| Hadvezér                                           | Csepeli Péter (1. részben) Horváth Károly (8 részben) | Gyenge Árpád (1. részben) Balázs Péter (8 részben)                                           |
| I. Zsoldos (vörös szakállú)                        | Varanyi Lajos                                         | Horváth Gyula (1. részben) Horkai János (8 részben)                                          |
| II. Zsoldos (fekete szakállú)                      | N/A                                                   | Horkai János (1. részben) Zenthe Ferenc (8 részben)                                          |
| Apasárkány                                         | N/A                                                   | Basilides Zoltán                                                                             |
| Sárkánytesvérek                                    | N/A                                                   | Ambrus Asma                                                                                  |
| Papagáj                                            | N/A                                                   | Gyenge Árpád                                                                                 |
| Csizmadia                                          | Horváth Károly                                        | Prókai István (1. részben) Szabó Ottó (8 részben)                                            |
| Pék                                                | Kaszás László                                         | Usztics Mátyás                                                                               |
| Kocsmáros                                          | N/A                                                   | Képessy József (3 részben) Vándor József (7. részben)                                        |
| Szénégető                                          | Kaszás László                                         | Farkas Antal                                                                                 |
| Szakács                                            | N/A                                                   | Farkas Antal                                                                                 |
| Zöldséges Kofa                                     | N/A                                                   | Czigány Judit (1. részben) Hacser Józsa (8 részben)                                          |
| Asszony                                            | N/A                                                   | Báró Anna                                                                                    |
| Öregasszony                                        | N/A                                                   | Vay Ilus                                                                                     |
| Borbély                                            | Horváth Károly                                        | Szombathy Gyula                                                                              |
| Géphang                                            | N/A                                                   | Szombathy Gyula                                                                              |
| Toronyőr                                           | N/A                                                   | Vándor József                                                                                |
| I. Favágó (bajszos)                                | N/A                                                   | Soós Lajos (3 részben) Márkus Ferenc (9. részben)                                            |
| II. Favágó (borostás)                              | N/A                                                   | Juhász Tóth Frigyes (1. részben) Horváth József (8 részben)                                  |
| I. Kőfejtő (bajszos)                               | N/A                                                   | Horváth József (1. részben)                                                                  |
| II. Kőfejtő (borostás)                             | N/A                                                   | Dózsa László (1. részben)                                                                    |
| Cölöpverő                                          | Juhász Tóth Frigyes                                   | Horváth Pál                                                                                  |
| Postás holló                                       | Horváth Károly                                        | Verebély Iván                                                                                |
| Petrence király                                    | Meixler Ildikó                                        | Vajda László                                                                                 |
| Petrence király kancellárja                        | Csepeli Péter                                         | Velenczey István                                                                             |
| Petrence király emberei (3. és 8. részben)         | N/A                                                   | N/A                                                                                          |
| Torzonborz király                                  | Kemény Henrik                                         | Horváth Gyula                                                                                |
| Torzonborz király kancellárja                      | Csepeli Péter                                         | Benedek Miklós                                                                               |
| Torzonborz király kémje                            | Koffler Gizi                                          | Paudits Béla                                                                                 |
| Torzonborz király hadvezére                        | Horváth Károly                                        | Kibédi Ervin (5. részben) Szombathy Gyula (6. és 8. részben)                                 |
| Torzonborz király hadserege (3., 5. és 8. részben) | N/A                                                   | Horváth Pál Kaszás László Képessy József Soós Lajos Ujlaki Dénes Vándor József Varanyi Lajos |
| Öreg kertész                                       | N/A                                                   | Képessy József                                                                               |
| Sárkánylány                                        | Koffler Gizi                                          | Kiss Mari                                                                                    |

További szereplők: Balogh Klári, Bathó László, Csepeli Péter, Györkös Kató, Horváth Károly, Kaszás László, Kaszner Irén, Koffler Gizi, Kovács Enikő, Krasznai V. Magdolna, Langer Ede, Németh Marietta, Papp Ágnes, Simándi József, Varanyi Lajos
- Közreműködik: Astra Bábegyüttes, Bergendy együttes

## Betétdalok
- Ó, ha rózsabimbó lehetnék (1. főcím) – Előadja: Bodrogi Gyula
- Haha, haha, bruhaha! – Előadja: Bodrogi Gyula, Ambrus Asma
- Mi vagyunk a zsoldosok – Előadja: Horkai János, Horváth Gyula
- Én vagyok a bús királylány – Előadja: Hűvösvölgyi Ildikó
- Én vagyok a jó királyfi – Előadja: Sztankay István
- Én vagyok a jó királyfi/Én vagyok a bús királylány – Előadja: Sztankay István, Hűvösvölgyi Ildikó
- Habár nincsen csak egy fejem (1. végefőcím) – Előadja: Bodrogi Gyula, Csákányi László, Bergendy együttes
- Én vagyok a híres egyfejű (2. főcím) – Előadja: Bodrogi Gyula, Bergendy együttes
- Bosszú, bosszú, édes bosszú – Előadja: Miklósy György
- Ide, ide mindent ide! – Előadja: Horkai János, Zenthe Ferenc
- 2. végefőcím – Előadja: Bodrogi Gyula, Sztankay István, Miklósy György, Bergendy együttes
- Lesz majd pénzünk, lesz majd pénzünk, lesz majd pénzünk mindenre! – Előadja: Kaló Flórián, Balázs Péter, Haumann Péter, Sztankay István, Horkai János, Zenthe Ferenc
- Rettegj, féljél és borzadj... – Előadja: Haumann Péter, Zenthe Ferenc, Báró Anna, Hacser Józsa, Vay Ilus, Szombathy Gyula
- Rettegj, féljél és borzadj... (repríz) – Előadja: Vándor József, Bergendy együttes
- 3. végefőcím – Előadja: Bodrogi Gyula, Meixler Ildikó, Tábori Nóra, Sztankay István, Bergendy együttes
- Meghajlás, féljegyzés... – Előadja: Kaló Flórián, Haumann Péter
- Mint szellő, járd a táncot... – Előadja: Kaló Flórián, Haumann Péter, Sztankay István, Hűvösvölgyi Ildikó, Meixler Ildikó, Tábori Nóra, Csákányi László, Balázs Péter
- Sárgarépa, laboda... – Előadja: Balázs Péter, Horkai János, Zenthe Ferenc
- Sárgarépa, laboda... (repríz) – Előadja: Bergendy együttes
- Mint szellő, járd a táncot... (repríz) – Előadja: Bergendy együttes
- Mint szellő, járd a táncot.../Sárgarépa, laboda... (1. variáció) – Előadja: Bodrogi Gyula
- Mint szellő, járd a táncot.../Sárgarépa, laboda... (2. variáció) – Előadja: Bodrogi Gyula, Vajda László
- 4. végefőcím – Előadja: Bodrogi Gyula, Vajda László, Kaló Flórián, Velenczey István, Sztankay István, Bergendy együttes
- Ne egyen zöldalmát... – Előadja: Tábori Nóra, Hűvösvölgyi Ildikó, Csákányi László, Kaló Flórián
- Torzonborz a nagy király! – Előadja: Horváth Gyula
- Ó, de finom a vadkörte... – Előadja: Bodrogi Gyula, Meixler Ildikó
- Seprű, seprű nyírfa seprű... – Előadja: Horváth Gyula, Kibédi Ervin, Bergendy együttes
- 5. végefőcím – Előadja: Bodrogi Gyula, Meixler Ildikó, Bergendy együttes
- Ez az ötlet hű-hű-hű... – Előadja: Horváth Gyula
- 6. végefőcím – Előadja: Bodrogi Gyula, Meixler Ildikó, Kaló Flórián, Sztankay István, Bergendy együttes
- 7. végefőcím – Előadja: Bodrogi Gyula, Meixler Ildikó, Bergendy együttes
- Csak rajta! Csak rajta! Csak rajta!... – Előadja: Bergendy együttes
- 8. végefőcím – Előadja: Bodrogi Gyula, Csákányi László, Meixler Ildikó, Sztankay István, Bergendy együttes
- Plöm-plöm-plöm-plöm... – Előadja: Horkai János, Zenthe Ferenc
- Úgy éltem én, mint a gyermek... – Előadja: Bodrogi Gyula, Kiss Mari
- 9. végefőcím – Előadja: Bodrogi Gyula, Horkai János, Zenthe Ferenc, Kiss Mari, Sztankay István, Meixler Ildikó, Bergendy együttes

## Süsü, a képernyőn kívül
A könyveket, meselemezeket és DVD-ket Csukás István dedikálta egyedileg.

### Mesekönyvek
- Süsü, a sárkány (meseregény) (RTV-Minerva Kiadó, 1980) Fényképezte: Kempfner Zsófia
- Süsü újabb kalandjai (meseregény) (RTV-Minerva Kiadó, 1983) Fényképezte: Lippai Ágnes
- A mű-Süsü / A bűvös virág (meseregény) (RTV Belkereskedelmi Igazgatóság, 1986) Fényképezte: Zich Zsolt
- Süsü csapdába esik / Süsü és a Sárkánylány (meseregény) (RTV Belkereskedelmi Igazgatóság, 1986) Fényképezte: Zich Zsolt
- Kökény kisasszony (mesegyűjtemény) (Kossuth Könyvkiadó, 1988) Rajzolta: Tóth Éva
- Süsü, a sárkány (összeállított meseregény) (Századvég Kiadó, 1993) Fényképezte: Zich Zsolt
- Sün Balázs (gyerekversek) (SANTOS Bt., 1997) Rajzolta: Radványi Zsuzsa
- Sün Balázs (gyerekversek) (Gesta Könyvkiadó Kft., 1998) Rajzolta: Füzesi Zsuzsa
- Süsü a sárkány (meseregény) (Gesta Könyvkiadó Kft., 2001) Rajzolta: Foky Ottó
- Süsü, a sárkány (meseregény) (Gesta Könyvkiadó Kft., 2003) Rajzolta: Füzesi Zsuzsa
- Süsü, a sárkány (meseregény) (Könyvmolyképző Kiadó (Szeged), 2012) Rajzolta: László Maya
- Süsü, a sárkány I. (verseskötet leporellóként) (Könyvmolyképző Kiadó (Szeged), 2015) Rajzolta: László Maya
- Süsü, a sárkány II. (verseskötet leporellóként) (Könyvmolyképző Kiadó (Szeged), 2015) Rajzolta: László Maya
- Sün Balázs (gyerekversek) (Könyvmolyképző Kiadó (Szeged), 2015) Rajzolta: Falcione Sarolta

### Süsü Varázs
A Magyar Televízióban 2002 és 2004 között vetítették a Süsü Varázs című gyermek-kívánságműsort, melynek műsorvezetője Süsü (Bodrogi Gyula hangján) teljesítette 3-4 kívánságot a Magyar Televízió archívumából kiválogatva a nézők levelei alapján.

## VHS kiadás

### Televideo
| Süsü, a sárkány kalandjai 1.                         | Süsü, a sárkány kalandjai 2.                        | Süsü, a sárkány kalandjai 3.  | Süsü, a sárkány kalandjai 4.         |
| ---------------------------------------------------- | --------------------------------------------------- | ----------------------------- | ------------------------------------ |
| - Süsü, a sárkány kalandjai - Sárkányellátó Vállalat | - Süsü, a rettentő - Vendég a háznál, öröm a háznál | - Süsü, a pesztra - A mű-Süsü | - A bűvös virág - Süsü csapdába esik |

### Meselemezek
- 1982 Süsü 1. – Süsü, a sárkány – gyermeklemez LP/CD
- 1985 Süsü 2. – Süsü újabb kalandjai – gyermeklemez LP/CD
- 1986 Süsü 3. – Süsü a pesztra / Vendég a háznál, öröm a háznál – gyermeklemez LP/CD
- 1987 Süsü 4. – A mű-Süsü / A bűvös virág – gyermeklemez LP/CD
- 1988 Süsü 5. – Süsü csapdába esik / Süsü és a sárkánylány – gyermeklemez LP/CD

Mindegyik lemez aranylemez lett, az 1. 250 000 feletti eladással platina

### DVD kiadványok
A bábfilmsorozat 2002-ben DVD-n jelent meg Antenna Multimédia Kft.(később Automata Multimédia Kft.) gondozásában, később a bővített változatát 2010-ben is kiadták a Hálóker 2001 Kft., majd 2014-ben pedig az MTVA forgalmazásával.

### Süsü Koncert
1994-ben volt egy nagyszabású, a Fővárosi Sportcsarnokban megrendezett élő Süsü koncert, ahol a Bergendy Tánc és Szalonzenekar mellett a Karsai Pantomim RT tagjai is közreműködtek és Süsü hangját maga Bodrogi Gyula szólaltatta meg.

## Rádiójáték
A bábfilmsorozat első epizódja Miroslav Nastasijevic: Süsü, a sárkány (eredeti cím: Trapavi zmaj) című 40 perces rádiójátékából alapult. Először az Újvidéki Rádióban 1971. május 23-án mutatták be (Varga István rendezésében), később a Magyar Rádióban pedig 1971. december 30.-án (Csajági János rendezésében). Az 1973. augusztus 8-i ismétlésénél Takács Vera (az MTV dramaturgja) elsőhallásra elnyerte a tetszését.

### Újvidéki Rádió változat
Szereposztás:
- Süsü, a sárkány: Ferenczi Jenő
- Egy távoli ország királya: Fejes György
- Kunigunda: Várady Hajnalka
- Rigobert: Fischer Károly
- Ajtónálló: Lőrincz Lajos
- Főszakács: Ádám Olga
- Bemondó: Szkopál Béla
- Technikus: Horváth József
- Mesélő: Odri Kornélia

Alkotók:
- Írta: Miroslav Nastasijevic
- Fordította: Fehér Ferenc
- Szerkesztő / lektor: Szimin Magda
- Technikai munkatárs / hangmester: Stanislav Stepanović
- Zenei szerkesztő: Varga Éva
- Dramaturg: Argyelán István
- Rendező: Varga István

### Magyar Rádió változat
Szereposztás:
- Mesélő: Gyurkovics Zsuzsa
- Süsü: Bodrogi Gyula
- Királykisasszony: Dániel Vali
- Király: Ráday Imre
- Rigóbert: Konrád Antal
- Ajtónálló: Somogyvári Pál
- Főszakácsnő: Szendrei Ilona
- Riporter: Petrik József
- Technikus: Somhegyi György
- közreműködött: Lázár Tihamér, Tomsits kvartett, Zámori László

Alkotók:
- Írta: Miroslav Nastasijevic
- Fordította: Fehér Ferenc
- Zenéjét szerezte: Vukán György
- Technikai munkatárs: Szappanos Andrásné
- Dramaturg: Derera Éva
- Rendező: Csajági János

## Érdekességek
- Csukás István a sorozat forgatókönyvéből eredetileg 13 epizódot írt,[20][21] melyből aztán csak 9 epizód készült el.
- A bábfilmsorozat első epizódja előtt még rádiójáték is készült 1971-ben, melyben szintén Bodrogi Gyula volt a Süsü. Később a bábsorozat sikere miatt a Süsü című hanglemez-sorozat készült a nyolcvanas években a Hungaroton hanglemezgyártó vállalat jóvoltából.
- A Süsü nyitódala, amit Bergendy István jegyez 1975-ből, kísértetiesen egyezik Willie Mitchell 1970-ben megjelent dalával, a Cherry Tree-vel. A hasonlóság gyakorlatilag olyan mértékű azonosságot takar - nemcsak egyes melódiák, hanem a teljes dal, egyetlen félhangnyi eltéréssel -, hogy első hallásra azt feltételezi az ember, hogy a később megjelent dal (Süsü dala) szerzője jól ismerte az eredeti dalt (Willie Mitchell Cherry tree), és annak magyar szöveggel kiegészített átiratát készítette el.[22]
- Újabb érdekes dallamazonosságra megfigyelhető, hogy az 1968-ban Hámos György írása alapján, Mamcserov Frigyes rendezésében készült Alfa Rómeó és Júlia című magyar játékfilm (Ruttkai Éva és Latinovits Zoltán főszereplésével) néhány jelenetében hallható dalok Gyulai Gaál János munkái nagyon nagy százalékban Csukás István - Süsü a sárkány meséjének Bergendy István által megírt "Ó, ha rózsabimbó lehetnék / Én vagyok a híres egyfejű" betétdalára utal.[23]
- A Radics Peti youtuberhez a NAV felé házkutatási parancs és általuk házkutatás érkezett a Süsü, az alkoholista sárkány című paródiavideója miatt. Radics egy videóban mesélte el, hogy zajlott a házkutatás és megjegyezte, hogy az MTVA a YouTube felé is jelezhetett volna, hogy szerinte jogsértés történt. A NAV és az MTVA egyelőre nem kíván bővebb információt megosztani.[24][25]